# Hyposidra corticata
Hyposidra corticata är en fjärilsart som beskrevs av Walker 1866. Hyposidra corticata ingår i släktet Hyposidra och familjen mätare. Inga underarter finns listade i Catalogue of Life.